# Lybia tessellata
Lybia tessellata là một loài cua nhỏ thuộc họ Xanthidae. Loài này được tìm thấy ở những khu vực nước cạn của vùng biển nhiệt đới Ấn Độ Dương - Thái Bình Dương. Giống như các loài thuộc chi Lybia khác, nó thường được biết đến với tên là cua pom-pom hoặc cua đấm bốc vì chúng thường có thói quen mang theo loài hải quỳ trên hai cái càng của mình và những đôi càng này giống như một quả pom-pom hoặc găng tay đấm bốc.

## Mô tả
Lybia tessellata là một loài cua nhỏ, khi trưởng thành, chiều rộng của chúng đạt 2,5 cm (1 in). Mai của loài này có hình thang với rìa răng cưa rõ rệt ở hai bên, ngay sau mắt có cuống ngắn. Bề mặt của mai cua được đánh dấu thành nhiều màu sắc, vùng hình học khác nhau bởi một lưới các đường tối khiến nó trông giống như những chiếc kính màu ghép. Bộ phận càng của loài này không có càng rộng (vuốt) đặc trưng của loài giáp xác mười chân mà thay vào đó thì chúng mảnh mai và mỗi càng có từ tám đến chín gai. Đôi chân trước của nó nhỏ hơn so với ba đôi chân còn lại nhưng tất cả đều lớn hơn nhiều so với càng. Chân chúng có những dải với các đường ngang sẫm màu, lốm đốm các đốm trắng và phủ một lớp lông ngắn, thưa. Các móng vuốt ở đầu của chúng dài và mỏng.

## Phân bố
Lybia tessellata thường được tìm thấy ở vùng nước nông của khu vực nhiệt đới Ấn Độ Dương-Thái Bình Dương, phạm vi sinh sống của nó trải dài từ Biển Đỏ và bờ biển Đông Phi đến Indonesia và New Guinea. Chúng có thể được bắt gặp xuất hiện trên các đáy biển đầy cát và sỏi, nơi mà chúng có thể ngụy trang rất tốt hoặc cũng có thể là trên các san hô sống, nơi chúng bám vào bằng đôi chân dài và mảnh của mình.

## Tập tính
Lybia tessellata là loài động vật ăn tạp. Chúng thường mang theo một loài hải quỳ nhỏ trên mỗi cái càng, thường là Bunodeopsis hoặc Triactis producta, và giữ những cái càng này theo chiều ngang khi chúng di chuyển xung quanh. Nếu bị tấn công bởi một kẻ săn mồi tiềm năng, nó sẽ đe dọa kẻ xâm lược bằng hải quỳ vì các xúc tu của loài hải quỳ này được trang bị bởi tế bào cnidocytes (tế bào đốt). Loài này không thể tự kiếm ăn bằng bằng càng của mình mà thay vào đó, chúng sử dụng các xúc tu của hải quỳ để thu thập các mảnh thức ăn mà sau đó chúng sẽ loại bỏ bằng phần maxillipeds (chân hàm) di động của mình.
Những quả trứng màu đỏ của Lybia tessellata được mang quanh bụng của con cái và đây đồng thời cũng nơi là chúng ấp trứng.

## Nuôi trong bể thủy sinh
Lybia tessellata rất thích hợp để nuôi trong các bể san hô, với kích thước nhỏ và bề ngoài dùng để ẩn trốn nên có thể nó chúng phù hợp hơn với những bể nhỏ để quan sát chúng tốt hơn. Loài này dương như tương thích với hầu hết các sinh vật sống khác trong bể nhưng chúng vẫn có thể bị cá săn mồi tấn công. Chúng là loài nhút nhát và dễ tìm thấy vào ban đêm hơn khi đèn bể tắt.